# Furacão Hernan (2002)
O furacão Hernan foi o segundo de três furacões de categoria 5 durante a temporada de furacões do Pacífico de 2002. O décimo segundo ciclone tropical, décima tempestade nomeada e sexto furacão da temporada, Hernan originou-se de uma onda tropical que se formou no Oceano Atlântico e cruzou para o Oceano Pacífico. A onda gerou uma área de baixa pressão que se organizou em uma depressão tropical em 30 de agosto, uma tempestade tropical em 31 de agosto e um furacão mais tarde naquele dia. Hernan intensificou–se rapidamente e atingiu o pico de intensidade como uma tempestade de categoria 5 na escala de furacões de Saffir-Simpson. Prosseguindo para noroeste, manteve essa força por oito horas, mas em 2 de setembro entrou em águas mais frias e começou a enfraquecer. Em 6 de setembro, havia degenerado em uma área remanescente de baixa pressão.
Hernan foi o segundo furacão mais intenso da temporada e manteve o status de categoria 5 pelo segundo maior período da temporada, atrás do furacão Kenna. Embora Hernan permanecesse longe da terra, ondas de 4-6 metros causaram uma pequena erosão da praia ao longo da Costa do México. Depois à medida que seguia ao largo do litoral, uma banda remanescente associada de humidade gerou uma atividade de chuva leve no sul da Califórnia .

## História meteorológica
Em 16 de agosto, uma onda tropical deixou a costa da África. Viajou para oeste através do Oceano Atlântico, atravessando a América Central e emergindo no Pacífico oriental, onde se fundiu com uma perturbação preexistente da zona de Convergência Intertropical. O sistema desenvolveu gradualmente convecção moderada e, em 30 de agosto, desenvolveu convecção suficiente para ser designada depressão tropical 10-E. A depressão produziu fortes tempestades persistentes, principalmente em duas áreas de convecção profunda localizadas a nordeste e oeste do centro de circulação. Embora o centro fosse alongado, o cisalhamento do vento sobre o sistema permaneceu leve e o fluxo de saída foi bom, o que levou os meteorologistas a prever uma intensificação modesta. Na tarde de 30 de agosto, as características das bandas tornaram-se evidentes, e a depressão foi atualizada para a tempestade tropical Hernan com ventos sustentados de 70 km/h. Outra organização ocorreu, e o centro de circulação tornou-se cercado por tempestades convectivas. Em 31 de agosto, a tempestade foi transformada em furacão Hernan, à medida que se movia para noroeste a cerca de 640 km a sudoeste de Acapulco.
O cisalhamento do vento fraco e as temperaturas favoráveis do oceano levaram a uma intensificação constante da tempestade, e imagens de satélite indicaram que um olho havia se desenvolvido no final de 31 de agosto. A tempestade atingiu rapidamente a categoria 3 de intensidade de furacões maiores na escala Saffir–Simpson. À medida que Hernan continuou a fortalecer-se, o seu olho tornou-se esfarrapado, enquanto o seu movimento lateral para o noroeste subiu para 17 mph em torno da periferia sul de uma forte crista de camada profunda sobre os Estados Unidos. Em 1 de setembro, o furacão atingiu o seu pico de intensidade como um furacão de categoria 5, com ventos sustentados de 1 minuto de 255 km/h e uma pressão mínima de 921 mb (hPa).
Em 2 de setembro, Hernan começou a enfraquecer depois que seus topos de nuvens aquecerem ligeiramente. Logo depois, um ciclo de substituição da parede do olho começou, fazendo com que a tempestade fosse rebaixada para o status de categoria 3, pouco antes de virar ligeiramente para o oeste no final do dia. A tempestade passou por outro ciclo de substituição da parede do olho à medida que os ventos diminuíam. À medida que a tempestade entrou em águas mais frias, enfraqueceu rapidamente abaixo da intensidade de um furacão maior. Depois Hernan foi rebaixado para um furacão de categoria 1, e seu olho coberto de nuvens. Em 5 de setembro, Hernan foi rebaixado para uma tempestade tropical à medida que a tempestade enfraqueceu, apesar de desenvolver uma nova faixa de convecção. No final do dia, o sistema foi rebaixado para uma depressão tropical quando começou a perder as características tropicais. Desenvolveu-se um forte cisalhamento do vento, enfraquecendo ainda mais a depressão. Em 6 de setembro, o sistema degenerou em um sistema remanescente de baixa pressão, que gerou uma nuvem remanescente de humidade que serpenteava ao largo da costa da Califórnia, produzindo chuvas leves.

### Intensidade
Quando Hernan se intensificou de uma tempestade tropical para um furacão de categoria 5, intensificou-se a uma variação de 1,73 mbar (hPa) por hora, pouco abaixo do limiar de "intensificação explosiva". No entanto, durante um período de 12 horas, de 31 de agosto a 1 de setembro, aprofundou-se a 2,58 mbar (hPa) por hora, dentro da faixa de "aprofundamento explosivo" devido a condições favoráveis, incluindo cisalhamento de vento fraco e água morna.

## Impacto
O furacão Hernan permaneceu longe da costa e causou poucos danos à terra. Trouxe vento fraco para a Ilha Socorro, na costa do México. As ondas ásperas causaram um impacto menor; nas águas abertas perto do centro de Hernan, as ondas geradas pela tempestade foram extraoficialmente estimadas em exceder 21 metros. No entanto, as boias oficiais chegaram aos 17 metros. Ao longo da Costa do México, as ondas atingiram 4,6 a 6,1 metros, causando uma pequena erosão da praia. Uma parte da humidade remanescente de Hernan ao largo da costa sul da Califórnia produziu chuvas ligeiras e estradas escorregadias.